# هنر رؤیا دیدن
هنر رؤیا دیدن کتابی است که توسط انسان‌شناس، کارلوس کاستاندا در سال ۱۹۹۳ چاپ‌شده و در آن رویدادها و تکنیک‌های کارآموزی خود را تحت راهنمایی ناوال دون خوان ماتوس بین سال‌های ۱۹۶۰ تا ۱۹۷۳ شرح می‌دهد.

## خلاصه
کتاب هنر رؤیا دیدن Art of Dreaming مراحل لازم برای تسلط و کنترل آگاهی رؤیاها را با راهنمایی دون خوان ماتوس توصیف می‌کند.
هفت مرحله رؤیا دیدن وجود دارد که در کتاب به چهار مرحله آن پرداخته شده‌است.
سرفصل‌های کتاب بدین قرار هست:
نخستین خوان رؤیا دیدن.
دومین خوان رؤیا دیدن.
تثبیت پیوندگاه.
دنیای موجودات غیر آلی.
دنیای سایه‌ها.
پیشاهنگ آبی.
سومین خوان رؤیا دیدن.
حیطه کشفیات جدید.
کمین و شکار کردن شکارچیان کمین گر.
مستأجر.
بانویی در کلیسا.
پرواز با بال‌های قصد.
این کتاب در ایران با شماره شابک ۳–۲۶ – ۵۹۹۸ – ۹۶۴ به چاپ رسیده‌است.